# دوني ستيل
دوني ستيل (بالإنجليزية: Donnie Steele)‏ هو عازف باس وعازف قيثارة أمريكي، ولد في 31 ديسمبر 1967 في دي موين في الولايات المتحدة.